# Falsohyllisia meridionale
Falsohyllisia meridionale là một loài bọ cánh cứng trong họ Cerambycidae.